# Cova de les Encantades
|  | Per a altres significats, vegeu «Cova de les Encantades (Cabrera de Mar)». |

La Cova de les Encantades es troba a 2.027 m d'altitud a mà dreta pujant pel Torrent de l'Estremera, a la Costa de les Tutes (Puigmal). Té un recorregut de 864 m i un desnivell de 37 m (-15 i +22) pel qual és considerada de les més llargues de la província de Girona. No s'ha de confondre amb les coves de Rialb o la de les Encantades al municipi de Queralbs, famoses pels seus jaciments prehistòrics.
S'hi pot accedir en cotxe per la carretera que porta a Vilamanya i que, passant pel Boscàs i la mina Saragossa, ens deixa al GR-11, a la mateixa riera on s'acaba la carretera (1.797 m); d'aquí tenim 35 minuts de pujada a peu a l'entrada. Al vessant S del Puigmal. L'accés es fa des de la carretera GIV – 5217 de Ribes de Freser a Queralbs, un cop passat Rialb, a l'esquerra surt una pista que puja al veïnat de Vilamanya i una mica més endavant cal prendre la que surt a la dreta, en direcció cap a ponent, que segueix en alçada la vall de l'Estremera o riu de Tosa. Cal seguir-la fins al seu final, a la Font de l'Home Mort. Des d'aquí cal remuntar per prats el vessant N en direcció a un forat que es veu (Cova del Penitent), pel seu damunt es troba un petit corriol que tot planejant es dirigeix cap a ponent, fins a arribar a un roquissar i la boca es troba per damunt del primer aflorament rocós.

## Història
Coneguda des de temps immemorials però absent fins a l'any 1960 dels cercles espeleològics catalans. Joan Amades recull una llegenda on explica que: "Hi viuen una gran família d'encantades. Cada nit renten una gran bugada que, per una mina subterrània, baixen fins a les coves de Rialb i d'allí la porten a estendre a l'era gran de vora de Queralbs, on la poden veure de bon matí els traginers i els romeus que pugen al santuari de Núria".
Malgrat possibles visites anteriors, de les que gairebé no queden constància a excepció d'una portada a terme l'octubre de 1950, possiblement amb finalitats bioespeleològiques, per membres del GES–CMB i on possiblement no deurien passar de la zona d'entrada, el coneixement de la cavitat tal com la coneixem ara és degut a la SES del CE Puigmal (Barcelona) que l'explora el juny de 1960 (també participen membres del CE Àliga) i la donen a conèixer a la premsa i a la revista "Cordada". El mes següent també la visiten membres del GES i de la UEC, i aquests últims publiquen un article a la revista Senderos en que volen ignorar les exploracions dels del Puigmal, creant-se la típica i efímera picabaralla.
Però de fet, aquestes exploracions resten gairebé oblidades i no es publica absolutament res sobre ella. Degut a la seva llunyana ubicació, les visites són sempre esporàdiques i únicament, en els anys posteriors, membres de la SIE – CEA realitzen un seguit d'exploracions periòdiques que cristal·litzen l'any 1967 en un primer article i topografia prou acurats. La posterior motorització dels espeleòlegs i l'obertura de la pista forestal faciliten un nombre més gran de visites. L'any 1978 membres de la SIS del CE Terrassa porten a terme una nova topografia, més completa i que es va publicar al Catàleg Espeleològic de Catalunya, vol 4 (1980).

## Interior
La boca té 4 x 1,5 metres, obrint-se a ran de terra; dona pas a una galeria ampla i alta, que minva la seva alçada un cop hem remuntant un ressalt. Als 30 metres de la boca surt a la dreta una galeria més estreta que arriba a la Sala Bernades, molt concrecionada. Continuant per la galeria principal arribem a una sala molt baixa de sostre, on trobem un forat que dona pas a una rampa curta però en fort pendent que ens situa en una galeria d'uns 2,5 metres de diàmetre (Galeria dels Enllaços); una esquerda oberta a terra ens permetrà accedir a altres sectors, com al Pou de Sorra i al rius Nou i Vell, també, un pou de 7 metres posa en comunicació l'esquerda amb el pis inferior.
La Galeria dels Enllaços sembla tancar-se pocs metres després de l'esquerda, però remuntant un pas arrossegant-se per una colada lliscosa hi ha a la cova s'endinsa, si bé finalitza uns 25 metres després; poc abans, al costat esquerre d'una saleta, un pas entre formacions es accessible una galeria de dimensions reduïdes que més endavant s'eixampla i es bifurca: per la dreta, en tram descendent, s'arriba al Pou de Sorra. Continuant per l'esquerra remuntem un parell de ressalts i arribem a una sala que pertany al pis superior. D'ambdós extrems de la sala surten continuacions: per una banda s'arriba a la Sala Bernades i per l'altra al Riu Vell. Més enllà del Pou de Sorra (ja s'han descrit els accessos), arribarem a una bifurcació d'on surten dues branques que donen lloc als anomenats Riu Nou i Riu Vell. El Nou presenta un traçat meandriforme, amb clares formes de circulació lliure, arribant a una sala inclinada d'on surt una galeria que finalitza als 20 metres. El Vell té un traçat laberíntic, amb importants fenòmens clàstics. Després d'una configuració agnastomosada, finalitza en una saleta ocupada per blocs. Baixant el pou de 7 metres a què abans es feia referència, s'accedeix al pis inferior, format per una llarga galeria molt concrecionada que finalitza en un sector parcialment inundat. Ens trobem davant d'un antic riu subterrani que ha anat excavant diferents nivells amb el decurs del temps, donant lloc als diferents pisos que componen la cova. La cavitat està estructurada al llarg d'una franja de marbre de direcció NO–SE, que ben segur era l'exutori de les aigües absorbides a la Coma de la Font Seca, lloc on els afloraments marbrosos assoleixen una certa importància. L'estretor de la franja carstificable ha fet que la cavitat evolucioni en sentit vertical, tot excavant galeries que queden sovint sobreposades a la topografia; fins i tot algunes galeries han estat excavades al mateix contacte pissarra-marbre.